# West Loch Tarbert
West Loch Tarbert ist eine Meeresbucht an der Westküste der schottischen Hebrideninsel Lewis and Harris. Als Teil von Harris gehörte sie historisch zur traditionellen Grafschaft Inverness-shire.

## Geographie
An seiner Einfahrt rund sieben Kilometer weit, verjüngt sich West Loch Tarbert auf eine Breite von rund 100 Metern an seinem Kopf. Die Bucht tritt rund zehn Kilometer in die Landmasse ein und endet bei Tarbert, dem Hauptort von Harris, dem Südteil der Doppelinsel Lewis and Harris. Zusammen mit dem gegenüberliegenden East Loch Tarbert bildet die Bucht die nur rund 700 Meter breite Landenge, auf der Tarbert gelegen ist, die Nord- und Süd-Harris voneinander trennt.
Vor der Einfahrt in West Loch Tarbert liegt die Insel Taransay, welche die rauen Winde vor der Bucht bricht. Innerhalb der Bucht befinden sich die Inseln Soay Mor, Soay Beg sowie Isay. Entlang der Ufer von West Loch Tarbert erstrecken sich Hügel. Entlang des Nordufers verläuft die A859.